# Dōsetsu Tachibana

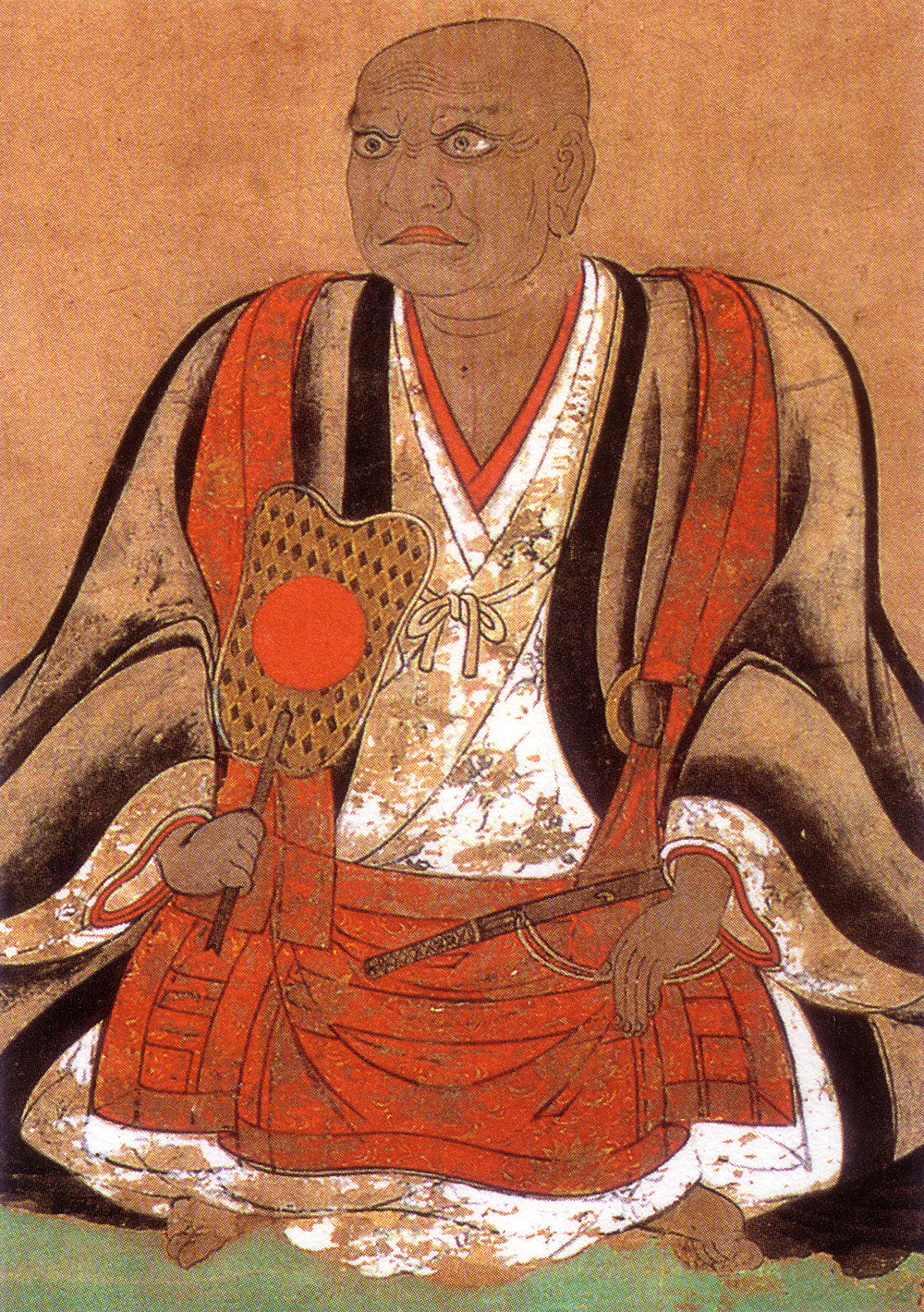
Tachibana Dōsetsu

Dōsetsu Tachibana (jap. 立花道雪 Tachibana Dōsetsu ; ur. 22 kwietnia 1513, zm. 2 listopada 1585) urodzony jako Akitsura Betsugi (jap. 戸次鑑連 Betsugi Akitsura), znany także jako Akitsura Bekki oraz Dōsetsu Bekki – japoński samuraj służący rodzinie Ōtomo. Był ojcem Ginchiya Tachibany oraz przybranym ojcem Muneshigego Tachibany.

## Życiorys
Jako Akitsura Betsugi dowodził atakiem na zamek Tachibana należący do rodziny o tym samym imieniu, a po udanym oblężeniu przejął nie tylko fortecę, ale i imię klanowe, stając się Dōsetsu Tachibana. Uznawany za jednego z najmądrzejszych i najzdolniejszych podwładnych rodziny Ōtomo, pamiętany między innymi za rozsyłanie do innych samurajów listów potępiających rozwój chrześcijaństwa na Kiusiu. Znany z brania udziału w 37 bitwach z paraliżem połowy górnej części ciała, dzięki czemu zyskał przydomek Oni Dōsetsu (Demon Dōsetsu). Gdy był jeszcze młody, podczas burzy schronił się pod drzewem, kiedy nagle został trafiony piorunem. Jednakże szybkie machnięcie jego słynnym mieczem Chidori (Tysiąc Ptaków) uchroniła go przed pewną śmiercią. Po tym zdarzeniu Tachibana zmienił imię miecza na Raikiri (jap. 雷切 Rozpłatacz Piorunów). Zginął w wieku 72 lat podczas szturmu na zamek Neko’o w 1585 roku.
Pozostawił po sobie dwójkę niesłychanie uzdolnionych dzieci – córkę Ginchiyo Tachibanę oraz syna Muneshige Tachibanę (bądź Muneshige Yoshihiro), adoptowanego przez Dōsetsu po heroicznej śmierci znakomitego generała służącego klanowi Ōtomo, Shigetane Yoshihiro, znanego również jako Shioun Takahashi.

## W kulturze popularnej
Dōsetsu Tachibana występuje jako postać w grach z serii Samurai Warriors, a także jest jednym z najlepszych dostępnych oficerów w serii strategii Nobunaga's Ambition. Obie serie wydawane są przez firmę Koei.